# Freie Gewerkschaft der Arbeiter des Königreichs Kambodscha
Die Freie Gewerkschaft der Arbeiter des Königreiches Kambodscha (französisch Syndicat libre des ouvriers du Royaume du Cambodge, englisch Free Trade Union of Workers of the Kingdom of Cambodia; Abkürzung FTUWKC) ist eine Gewerkschaft im Königreich Kambodscha, die vor allem in der kambodschanischen Textilindustrie aktiv ist. 
Sie wurde im Jahre 1996 gegründet und hat zurzeit etwa 60.000 Mitglieder. Der Präsident der Gewerkschaft ist Chea Mony, der Generalsekretär Mann Seng Hak.
In die Schlagzeilen geriet die FTUWKC im Jahre 2004, als ihr damaliger Präsident Chea Vichea auf offener Straße ermordet wurde.

## Quelle
- Martin Upham (Hrsg.): Trade unions of the world. Harper, London 2005, ISBN 978-0-9543811-5-8.